# Réseau express métropolitain
Ne doit pas être confondu avec Service express régional métropolitain, Réseau express régional ou Réseau express métropolitain européen.
Pour les articles homonymes, voir REM.
Le Réseau express métropolitain (REM) est un réseau de transport en commun de type métro situé dans la région métropolitaine de Montréal, au Québec (Canada). Sa première phase est ouverte au public le 31 juillet 2023 et relie le centre-ville de Montréal et la banlieue de Brossard (Rive-Sud). Il est prévu que le réseau soit prolongé vers les banlieues de Sainte-Anne-de-Bellevue (Ouest-de-l'Île), Deux-Montagnes (Rive-Nord) ainsi que vers l'aéroport international Montréal-Trudeau.
Le projet, mené par CDPQ Infra, filiale de la Caisse de dépôt et placement du Québec (CDPQ), repose sur un métro à capacité légère (en) entièrement automatisé sans conducteur,. Localement, on l'appelle « métro léger », même lorsque le type de matériel roulant est mentionné.
Le REM est un système de métro automatisé fonctionnant à une fréquence élevée, avec des trains toutes les 2,5 à 15 minutes selon l’heure. Complété, le REM s'étendra sur 67 km et deviendra donc l'un des plus longs réseaux de métro automatisés au monde, après le métro de Dubaï, le SkyTrain de Vancouver et le métro de Singapour.

## Histoire

### Origines
Le Réseau express métropolitain trouve son origine dans différents projets ferroviaires, réalisés ou non, qui se sont succédé à Montréal depuis le début du XXe siècle.

#### Ligne électrifiée

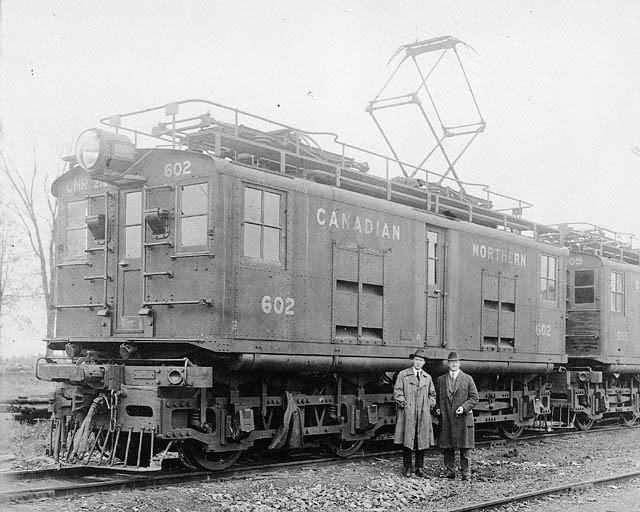
Une locomotive électrique de la ligne Deux-Montagnes, 1914.

En 1918, la compagnie ferroviaire Canadian Northern Railway (CNoR) achève le tunnel sous le mont-Royal pour permettre à ses trains arrivant du nord d'atteindre plus directement le centre-ville de Montréal. La Ligne Deux-Montagnes, ouverte avec le tunnel, dessert d'abord la ville de Mont-Royal, banlieue modèle construite autour des voies pour en financer la construction (TOD). La ventilation étant insuffisante dans le tunnel pour utiliser les locomotives à vapeur, la ligne est électrifiée dès sa conception jusqu'à la gare Bois-Franc, ce qui s’étendra jusqu'à Deux-Montagnes pendant les années 1940.
À partir des années 1960, les lignes de trains de banlieue disparaissent les unes après les autres, victimes de la concurrence de l'automobile. Au début des années 1990, la ligne Deux-Montagnes est la seule, avec celle vers Vaudreuil-Hudson, à subsister. Son exploitation est transférée en 1982 du Canadien National (CN) à la Société de transport de la Communauté urbaine de Montréal (STCUM), ancêtre de l'Agence métropolitaine de transport (AMT), qui la rénove entre 1993 et 1995. Achetée par l'AMT au CN en 2014, elle devient la seule ligne entièrement en la possession de l'AMT. Elle est maintenant à pleine capacité, et elle seule aura transporté 40 % des usagers des six lignes de trains de banlieue de Montréal en 2016.

#### Métro de surface
Lors de la conception du premier réseau du métro de Montréal au début des années 1960, une troisième ligne, qui aurait emprunté le tunnel du Mont-Royal, était prévue entre le centre-ville et les banlieues de Cartierville et Sault-au-Récollet. Cette ligne devait utiliser les rails du CNoR, qui sont devenus propriété du CN, et devait donc employer des rames à roues d'acier, contrairement aux rames du reste du métro, qui utilisent des pneumatiques. Avec la sélection de Montréal comme lieu de l'exposition universelle de 1967 ce projet sera abandonné au profit de la ligne jaune, qui relie la Rive-Sud au site de l'Expo.

##### Automatique

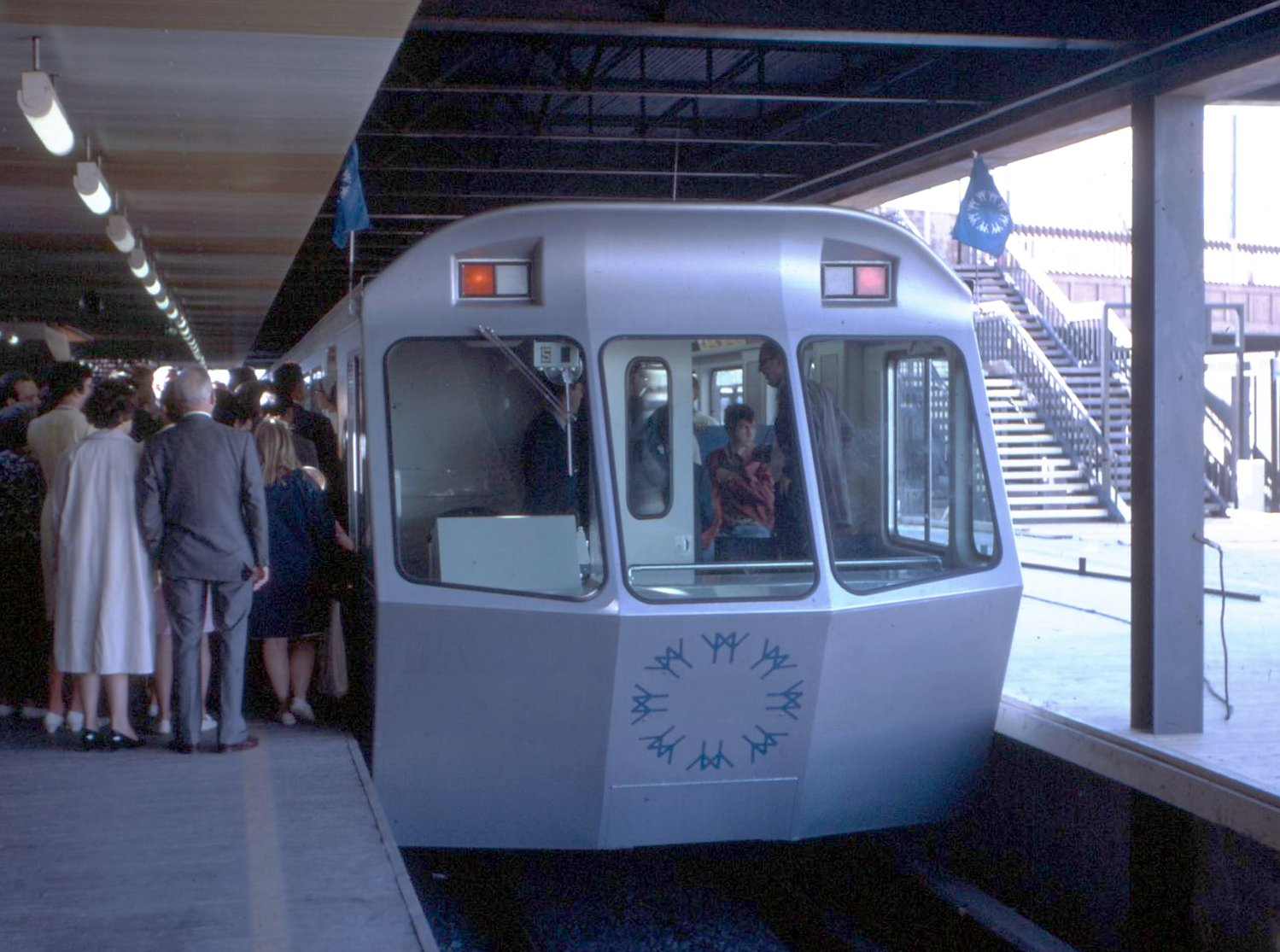
Le métro automatique Expo Express, 1967.

Pendant l'Expo 67 et après, un métro de surface relia, à Montréal, la Cité du Havre à l'île Notre-Dame. Premier métro entièrement automatisé en Amérique du Nord, l'Expo Express est acquis en 1968 par la ville de Montréal, qui songe à réutiliser les rames sur la ligne Deux-Montagnes, mais le CN, propriétaire des voies, n'est pas intéressé. Finalement, ne réussissant pas à vendre la technologie à d'autres villes, la municipalité cesse l'opération de la ligne en octobre 1972 et la démantèle.
Au même moment, en pleine mode des People Mover, commence en Ontario le développement d'un système de transport urbain automatisé d'un nouveau genre, d'une capacité supérieure à l'autobus mais inférieure au métro, le Intermediate Capacity Transit System (ICTS) (en). Il faudra attendre l’année 1985 pour voir se concrétiser le concept, avec la ligne Scarborough RT du métro de Toronto et l'Expo Line du SkyTrain de Vancouver.

##### Express
Durant les années 1970, Montréal n’échappe pas à l'engouement pour les réseaux de trains express (RER, BART), hybrides de métros et de trains de banlieue, avec par exemple les projets TRRAMM (1974) et Réseau Express Métropolitain (1975) intégrant la ligne Deux-Montagnes. Cependant, les coûts associés et le désir du gouvernement du Québec de limiter l’étalement urbain militent en faveur de lignes plus courtes. Le gouvernement du Québec étudie donc de nouveau, à partir de 1979, la conversion de cette même ligne en un métro de surface mais, encore une fois, ce plan sera mis de côté environ six ans plus tard.

### Système léger sur rail
Le premier système léger sur rail (SLR) de Montréal serait, selon des critères contemporains, les deux lignes de tramways vicinaux qu'opère, de 1909 à 1956, la Montreal and Southern Counties Railway, entre Montréal, Granby et Longueuil. Ces tramways, souvent joints en rames de deux ou trois voitures, empruntaient les voies latérales du pont Victoria, aujourd'hui réservées aux automobiles et partageaient, sur la Rive-Sud, les rails avec les trains de banlieue, comme le font ailleurs les trams-trains actuels. Historiquement, le terme « système léger sur rail » à Montréal désignait les tramways du début du XXe siècle, comme ceux exploités par la Montreal and Southern Counties Railway. Le Réseau express métropolitain (REM), quant à lui, est un système de métro automatisé à haute fréquence, distinct de ces anciennes formes de transport léger sur rail.

#### Trois décennies de projets
Au début des années 1980, un SLR (la ligne 8) reliant l’extrémité est de la ligne verte du métro à l'arrondissement de Pointe-aux-Trembles est envisagé, mais de trop modestes perspectives d'achalandage tuent le projet dans l’œuf. Depuis cette même date, un autre train léger, reliant le centre-ville de Montréal à la Rive-Sud via l'estacade du pont Champlain, est envisagé.
Dans cette optique, le CN d'abord, propose en 1992 un monorail reliant la gare Centrale à la jonction de l'autoroute 30 à Brossard. La compagnie allemande AEG présente deux ans plus tard un train automatisé sur pneus (Sprint) empruntant le même trajet pour relier les deux rives,. En 1996, l'AMT nouvellement créée se penche à son tour sur la question et projette dans un premier temps un tramway puis dépense 22 millions de dollars canadiens, entre 2000 et 2015, pour des études d'implantation d'un système de métro léger automatisé, calqué sur le SkyTrain,. D'autres acteurs municipaux, comme l'opposition officielle à la Ville de Montréal, défendent l'idée d'un tram-train plus flexible.
Depuis les années 2000, les municipalités de l'Ouest de l'Île demandent que le service de train de banlieue y soit amélioré. L'AMT leur propose en 2011 le Train de l'Ouest : deux voies dédiées le long de l'emprise ferroviaire existante du Canadien Pacifique (CP), qui permettraient de tripler le nombre de liaisons entre les gares Lucien-L'Allier et Sainte-Anne-de-Bellevue. De son côté, Aéroports de Montréal souhaite depuis 2002 une navette ferroviaire entre Dorval et le centre-ville et présente en 2010 son propre projet pour relier la gare Centrale par l'emprise du CN. Les négociations avec le géant ferroviaire étant difficiles, ce projet évolue en un métro léger bifurquant vers le centre commercial Fairview Pointe-Claire,. L'organisation étudie par la suite la possibilité d’harmoniser les projets vers la Rive-Sud, vers l’aéroport et vers l'ouest, pour réaliser des économies d'échelles.

#### Nouveau pont Samuel-De Champlain

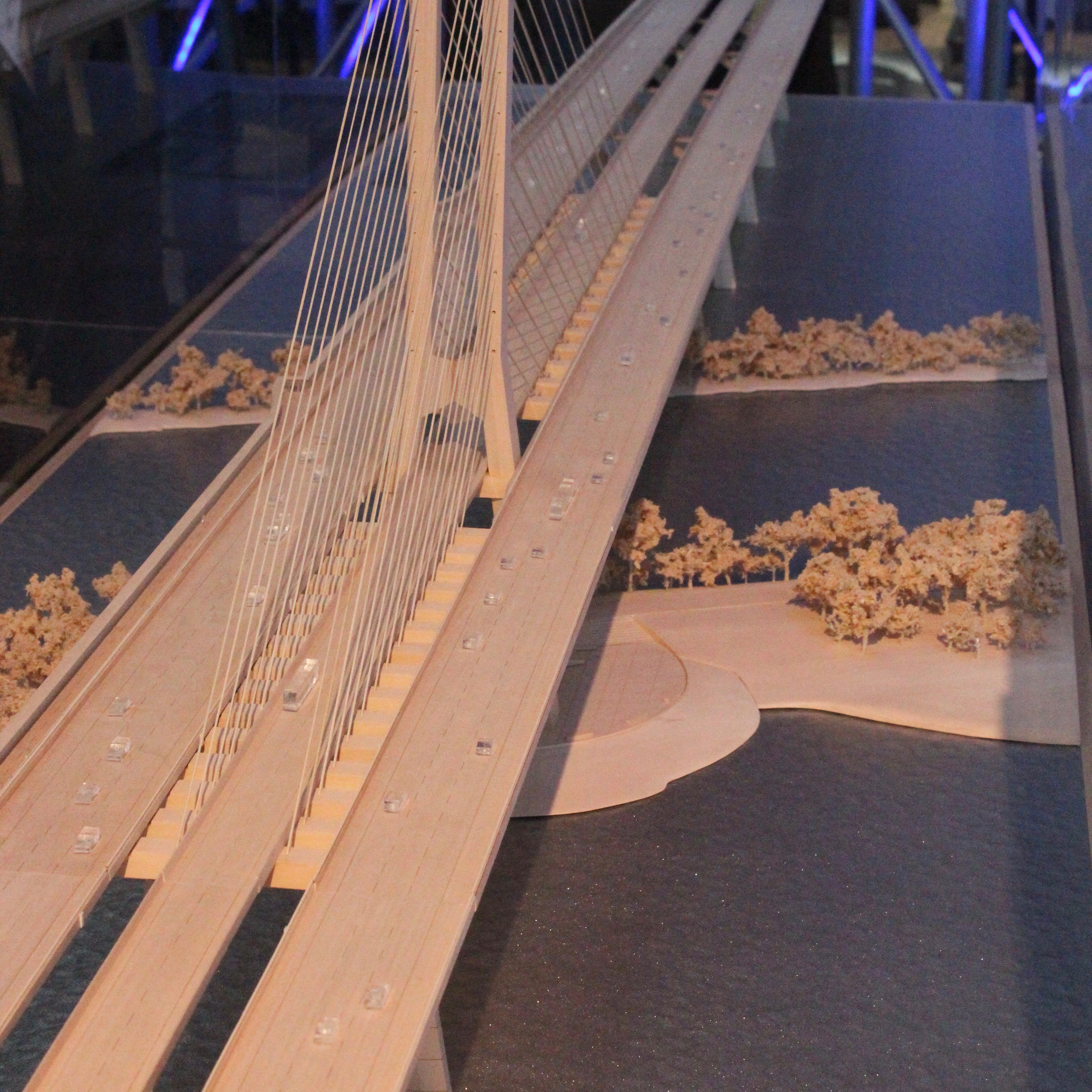
Maquette du nouveau pont Samuel-De Champlain. Le tablier central est une voie réservée aux transports collectifs.

Avec la reconstruction du pont, ces différents projets sont repensés et ravivés en 2011. Le nouveau pont réservant deux voies au transport collectif, le gouvernement du Canada, propriétaire de l'ouvrage, demande au ministère des Transports du Québec de décider le type qui serait privilégié. Le 19 avril 2013, Québec annonce favoriser un SLR, mais le changement de gouvernement, l'année suivante, remet ce choix en question.
Finalement, le 13 janvier 2015, le premier ministre du Québec, Philippe Couillard, annonce confier à la Caisse de dépôt et placement du Québec (CDPQ) le mandat de définir et de construire le meilleur système de transport en commun pour le nouveau pont Samuel-De Champlain et l'Ouest de l'Île,. La CDPQ possède, en effet, une expertise dans le domaine qu'elle a acquise avec ses investissements dans Keolis, Bombardier, la Canada Line de Vancouver, l'Heathrow Express et l'Eurostar.

### Réseau électrique métropolitain
« 50 ans après le métro, le projet Réseau électrique métropolitain replace Montréal au rang des métropoles innovantes. »

— Denis Coderre, maire de Montréal, conférence de presse du 22 avril 2016.
Le 22 avril 2016, le maire de Montréal, Denis Coderre, et le PDG de la CDPQ, Michael Sabia, annoncent un mégaprojet de SLR nommé Réseau électrique métropolitain (REM). Résultat de la fusion de plusieurs projets antérieurs, le réseau présenté est doté de quatre antennes totalisant 67 kilomètres. Au sud, le REM reliera Brossard à la gare Centrale via le pont Samuel-De Champlain. Au nord, il reliera à cette même gare l'aéroport Montréal-Trudeau, l'Ouest de l'île et la Rive-Nord.
Le 27 septembre 2017, le projet de loi permettant à la CDPQ de réaliser le projet est adopté par l’Assemblée nationale du Québec.

## Projet

### Appels d'offres
La gestion du projet est assurée par CDPQ Infra, filiale de la CDPQ.
CDPQ Infra lance, le 28 juin 2016, deux appels d'offres internationaux parallèles : un premier « Ingénierie, Approvisionnement et Construction des infrastructures » (IAC) et un second pour la « Fourniture du Matériel Roulant, de Systèmes de conduite automatique et de Services d'Exploitation et de Maintenance » (MRSEM),. Après une phase de qualification, la filiale de la Caisse annonce, le 10 novembre 2016, les candidats présélectionnés invités à participer aux appels de propositions :
- Pour le contrat IAC, étaient en compétition, d'une part le consortium Groupe NouvLR, composé de SNC-Lavalin Grands Projets, Dragados, Aecon, Pomerleau, EBC et Aecom et d'autre part le consortium Kiewit-Eurovia, un partenariat formé de Kiewit, Eurovia, WSP Global et Parsons[47] ;
- Pour le contrat MRSEM, trois sociétés ou groupements s'affrontaient : Bombardier Transport seul, Alliance Montréal Mobilité (composée de Parsons, Hyundai Rotem, RATP Dev et Thales Canada) et le Groupe des Partenaires pour la Mobilité des Montréalais (PMM) associant Alstom et SNC-Lavalin O&M. Les candidatures d'Ansaldo STS et d'Hitachi ainsi que de China Railway International Co. ont été écartées[48].

Les offres finales des consortiums sont soumises le 27 octobre 2017. Le 10 novembre, date à laquelle CDPQ Infra avait prévu d'annoncer les fournisseurs sélectionnés, le processus est reporté, car les propositions reçues pour le contrat IAC dépassent le budget prévu,. L'attribution des contrats est finalement annoncée le 8 février 2018. Le lot IAC revient au consortium Groupe NouvLR (SNC-Lavalin Grands Projets, Dragados, Aecon, Pomerleau et EBC et Aecom) et le lot MRSEM au consortium PMM (Alstom et SNC-Lavalin O&M),. Le montant des contrats est estimé à 5 milliards de dollars canadiens pour le lot IAC et 2,8 milliards pour le lot MRSEM,,,.
Le premier segment du REM est prévu pour entrer en service commercial à l'été 2023. Alstom dévoile une maquette du métro en avril 2019.

### Financement

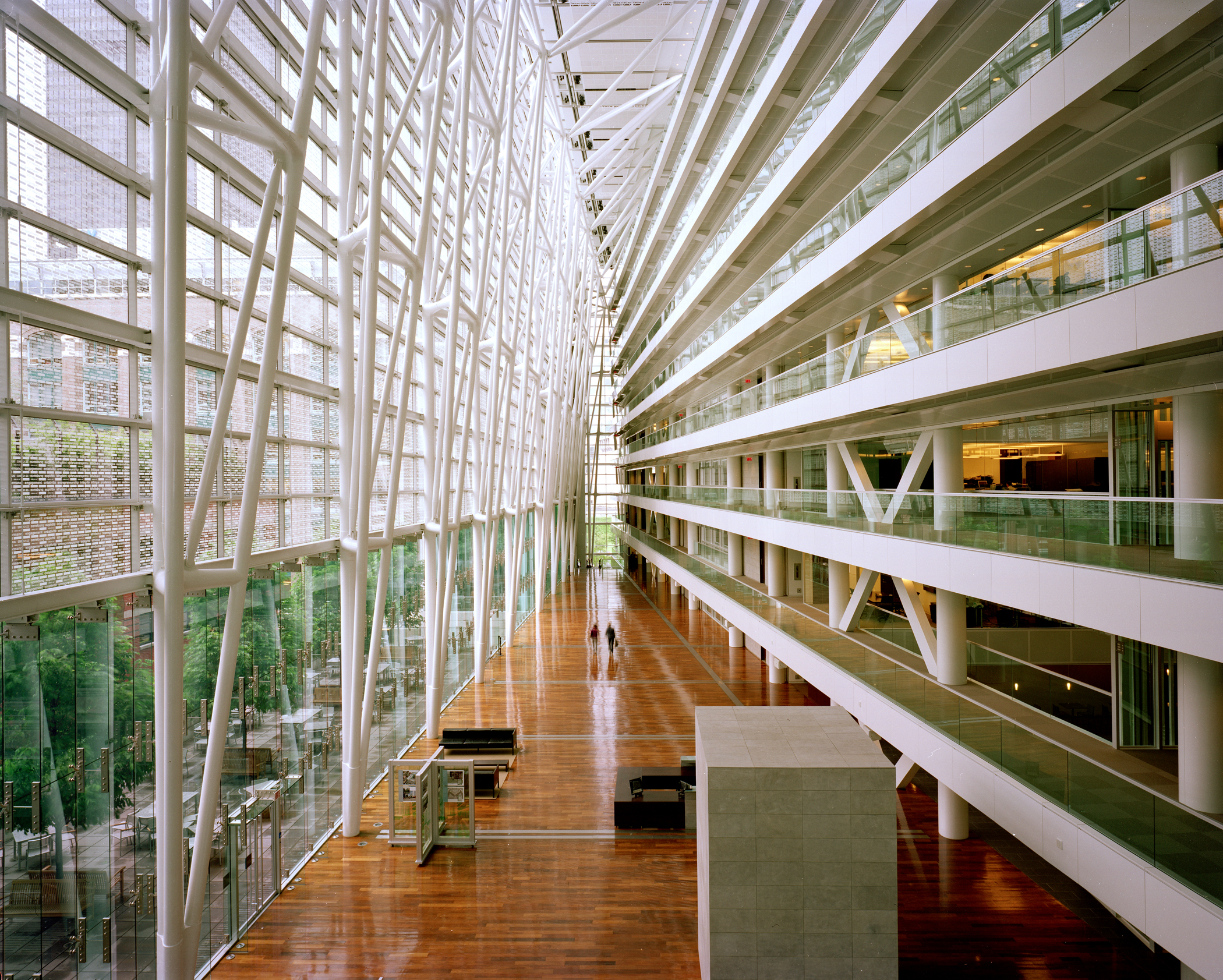
Le siège de CDPQ Infra se trouve dans l’édifice Jacques-Parizeau.

Le coût de construction du réseau présenté en avril 2016 est d’abord estimé à 5,5 milliards de dollars canadiens. À la suite de l'ajout au projet de trois stations souterraines supplémentaires (Bassin Peel, McGill et Édouard-Montpetit) la facture prévue passe à 5,9 milliards en novembre de la même année, puis à 6 milliards en mars 2017. Malgré une simplification,, le projet atteint 6,32 milliards de dollars canadiens après une dernière mise à jour en février 2018.
La Caisse, dans le cadre d'un partenariat public-public, s'est engagée à apporter 51 % du capital si les gouvernements fédéral et provincial fournissaient les 49 % restant,. Le 28 mars 2017, Québec décide d'investir directement 1,283 milliards (24,5 %) dans le projet. En plus, le gouvernement québécois injectera 807 millions de dollars canadiens indirectement, via Hydro-Québec contre une entente commerciale et via l'Autorité régionale de transport métropolitain (ARTM) en remplacement des revenus de captation foncière que la Caisse envisageait. Le 15 juin 2017, Ottawa annonce à son tour qu'il consacrera 1,283 milliards au REM. Cette somme, puisée à même les 20 milliards que le gouvernement fédéral prévoit investir en infrastructures, pourrait être prise en charge par la Banque de l'infrastructure du Canada quand celle-ci sera créée.
Le projet approuvé, la CDPQ en confie la réalisation puis l'exploitation à sa filiale CDPQ Infra qui elle-même sous-traite ces opérations à des consortiums formés par SNC-Lavallin et Alstom. Une autre filiale, InfraMtl, devient responsable de la gestion de la gare centrale ainsi que du tunnel sous le mont-Royal et du viaduc du sud qui y mènent. Le déploiement du REM prévoit de générer 7 500 emplois temporaires et 1 000 permanents ainsi qu'un important boom immobilier le long des tracés du réseau à hauteur de 5 milliards de dollars canadiens,.
Les investissements des différents partenaires dans le projet sont sous forme de capital-actions. CDPQ Infra assumant le plus gros des risques, les profits d'exploitation lui reviendront en intégralité jusqu'à ce que son investissement génère un rendement de 8 % par an. Si le rendement est supérieur, les actionnaires minoritaires (les gouvernements) deviendraient majoritaires pour l'attribution des dividendes jusqu'à un taux de 3,7 %. Puis, ce taux atteint, les dividendes supplémentaires seraient finalement répartis en fonction de la participation de chacun. Pour atteindre ces taux de rendement, sur vingt ans, 10,6 milliards de dollars canadiens seront payés à CDPQ-Infra par l'ARTM qui se financera grâce aux subventions gouvernementales (7,3 milliards) et aux revenus de la vente des billets et abonnements (3,3 milliards). Ce tarif indexable, correspondant à 0,72 dollar (2018) par passager-kilomètre, supérieur au coût moyen actuel des réseaux (0,66 dollar par passagers/km) serait dégressif avec l'achalandage, passé un certain seuil,,. Le tarif actuel en 2024 se situe à 0,78 dollar par passager-kilomètre.
Ainsi, Projetco, l'exploitant du REM pour CDPQ-Infra, facturerait l'ARTM 21,6 dollars pour un déplacement de 30 km entre Deux-Montagnes et le centre-ville (72¢ x 30 km) et 17,4 dollars (58¢ x 30 km) pour le même déplacement s'il se situe dans la proportion d'achalandage allant de 115% à 140% des prévisions initiales. Le déficit contractuel du REM atteindrait de 310 à 414 millions de dollars annuellement en 2027. De ce déficit, 326 millions de dollars seraient assumés par le gouvernement du Québec et 88 millions par les municipalités. L'entente commerciale, signée le 22 mars 2018, a une durée de 99 ans et est renouvelable automatiquement pour 99 autres années.

### Critiques
Le rapport préparé par le Bureau d'audiences publiques sur l'environnement (BAPE) et publié le 20 janvier 2017, critique certains aspects du projet. Le BAPE souligne notamment le manque d'informations fournies par la CDPQ concernant le modèle financier, de même que les impacts environnementaux sur l'achalandage des réseaux de transport en commun existants. Le BAPE estime également que CDPQ Infra ne respecte pas ses obligations de transparence en ne fournissant pas d'informations en temps opportun sur le niveau d'achalandage prévu des trois antennes du REM. Sans ces informations, le BAPE conclut qu'il est « prématuré d'autoriser la réalisation de ce projet ».
Le REM entrerait en compétition avec les trains de banlieue existants et risquerait de cannibaliser la clientèle des lignes Vaudreuil–Hudson et Candiac, forçant leurs fermeture à terme. De plus, en monopolisant le tunnel ferroviaire sous le mont Royal, le REM compliquerait le projet de train à grande fréquence proposé par VIA Rail entre Montréal et Québec en passant par Trois-Rivières, puisque la gare centrale est présentement le terminal des trains de VIA à Montréal.
Parmi les justifications citées pour la construction du REM, la CDPQ affirme que le projet conduirait à une réduction des émissions de dioxyde de carbone. Néanmoins, des environnementalistes exigent que le projet soit soumis à un nouveau test climatique pour évaluer plus précisément son impact sur les émissions de gaz à effet de serre.

### Réalisation

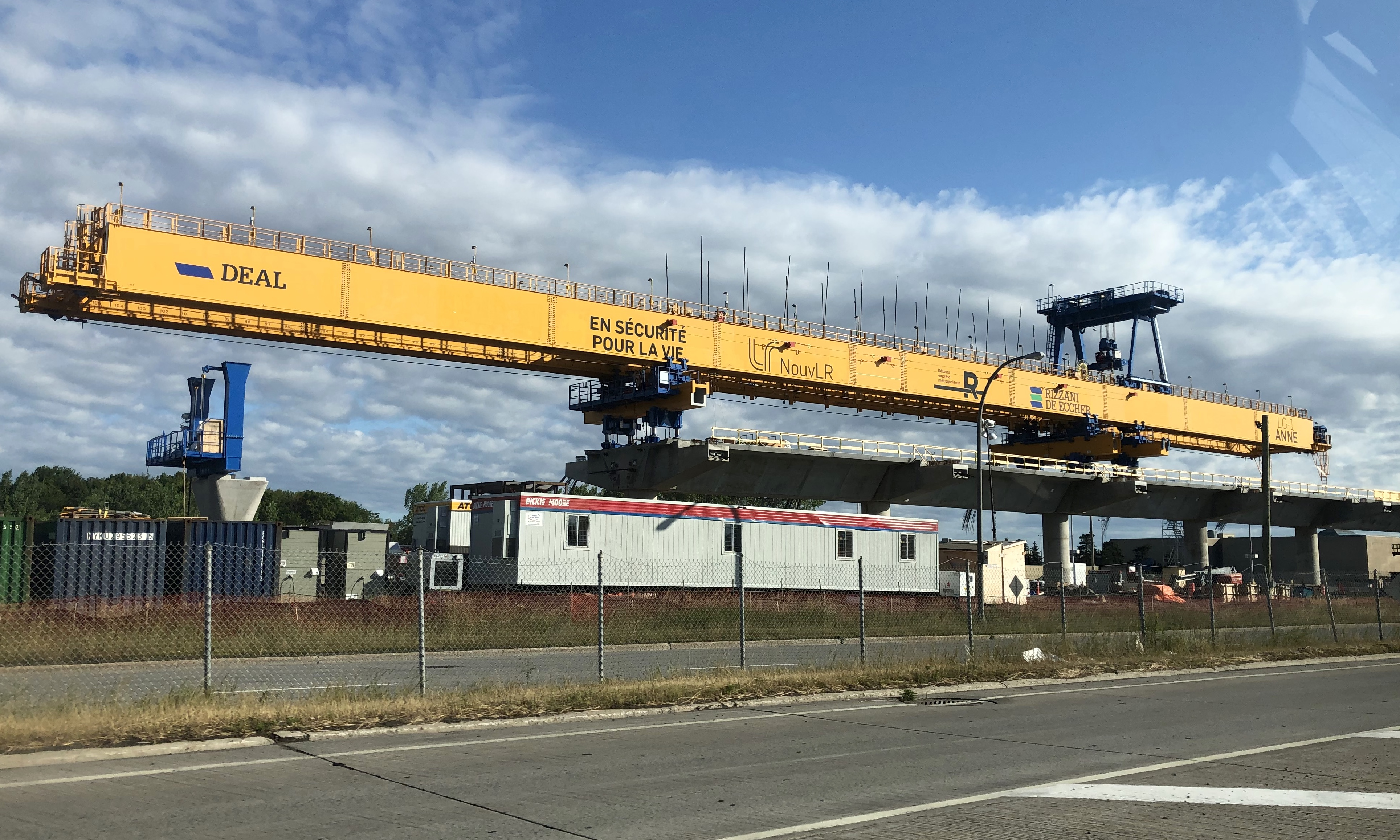
Le cintre lanceur LG-1 Anne, utilisé pour l'assemblage du viaduc vers Sainte-Anne-de-Bellevue.

D'abord prévu pour l'automne 2017, la construction du REM débute officiellement le 12 avril 2018 avec la première pelletée de terre symbolique. Lors du début des travaux, l'ensemble du réseau devait progressivement entrer en opération entre 2021 et 2023. Toutefois, de nombreux retards dans la construction repoussent l’entrée en service d'une première portion du réseau, entre la station Rive-Sud (Brossard) et la gare centrale, en juin 2023. La mise en service du reste du réseau est reporté d'abord à la fin de l’année 2024, et encore en automne 2025, sauf pour l'antenne aéroport, qui devrait entre en service en 2027,,.

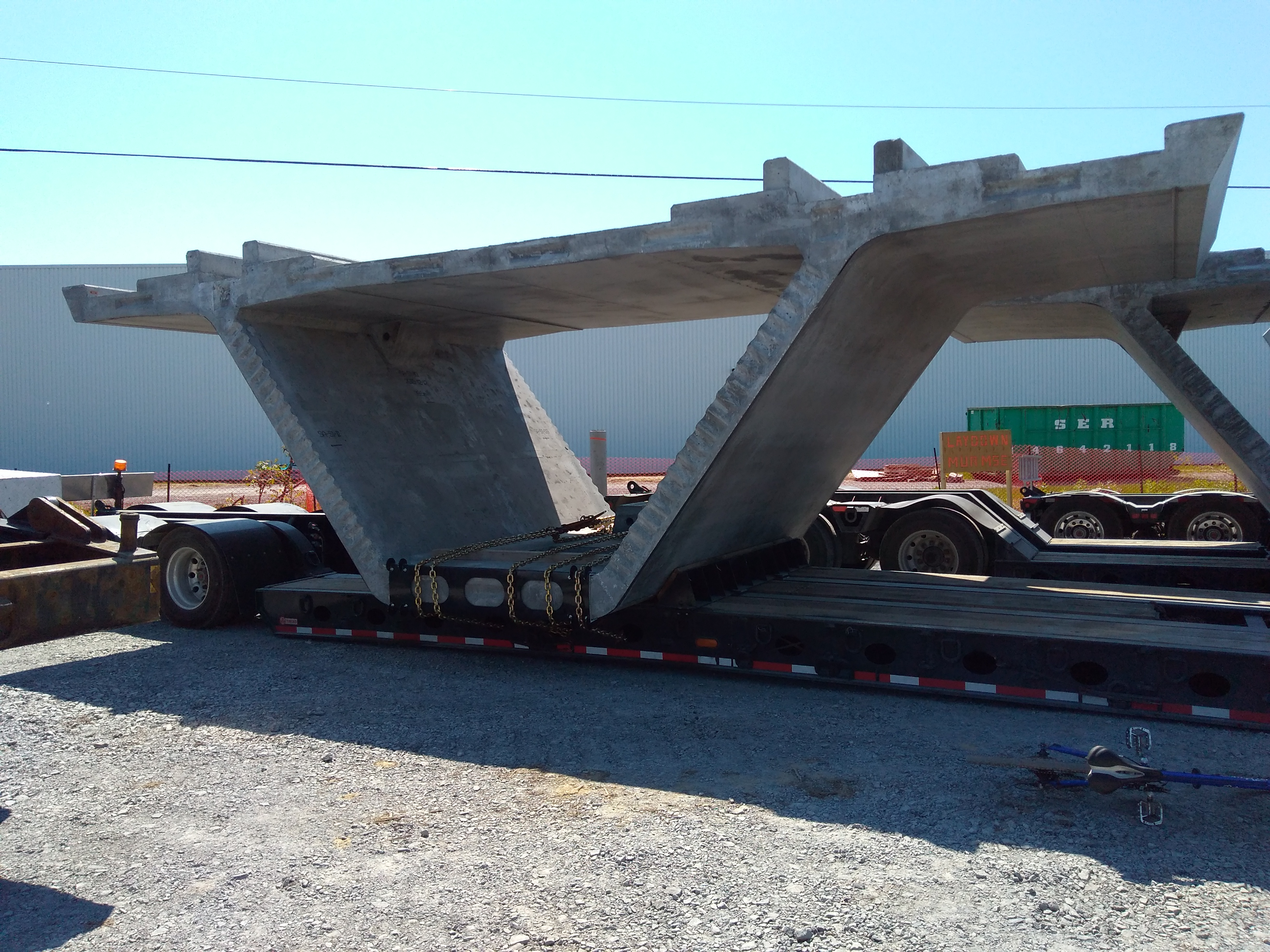
Voussoir du viaduc.

Le chantier du REM démarre sur la Rive-Sud par le réaménagement du centre de l'autoroute 10 pour accueillir des rails. La création de l'antenne sud du réseau se poursuit par la construction de deux viaducs, trois ponts et cinq stations jusqu'à la gare centrale. La mise en place des antennes ouest débute à l'automne 2018 avec la démolition d'un pont ferroviaire au dessus de l'autoroute 40. Suivent le forage d'un tunnel vers l’aéroport par tunnelier et la construction d'un viaduc vers le parc-nature de l'Anse-à-l'Orme au moyen de deux cintres lanceurs. Sur la portion de ligne existante, entre la gare centrale et la gare Du Ruisseau, la rénovation des infrastructures et la construction des nouvelles stations commence en juin 2018 et occasionne alternativement la fermeture de l'une des deux voies ferrées. Depuis janvier 2020, les trains de banlieue ne peuvent plus circuler sur cette section. Sur le reste de la ligne Deux-Montagnes, les travaux s'amorcent en 2019 avec la reconstruction des ponts ferroviaires joignant l’île Bigras, permettant le maintien du service plus longtemps, avant de poursuivre avec l’étagement des passages à niveau préexistants.
Outre le maintien du service ferroviaire existant au début des travaux; la construction du tunnel sous l’aéroport et des stations Édouard-Montpetit et McGill, respectivement à 70 mètres sous la surface et en plein centre-ville, constituent les principaux défis de ce méga-projet. L'excavation du tunnel vers l'aéroport débute en 2020 et se conclut en juillet 2022.

### Inauguration

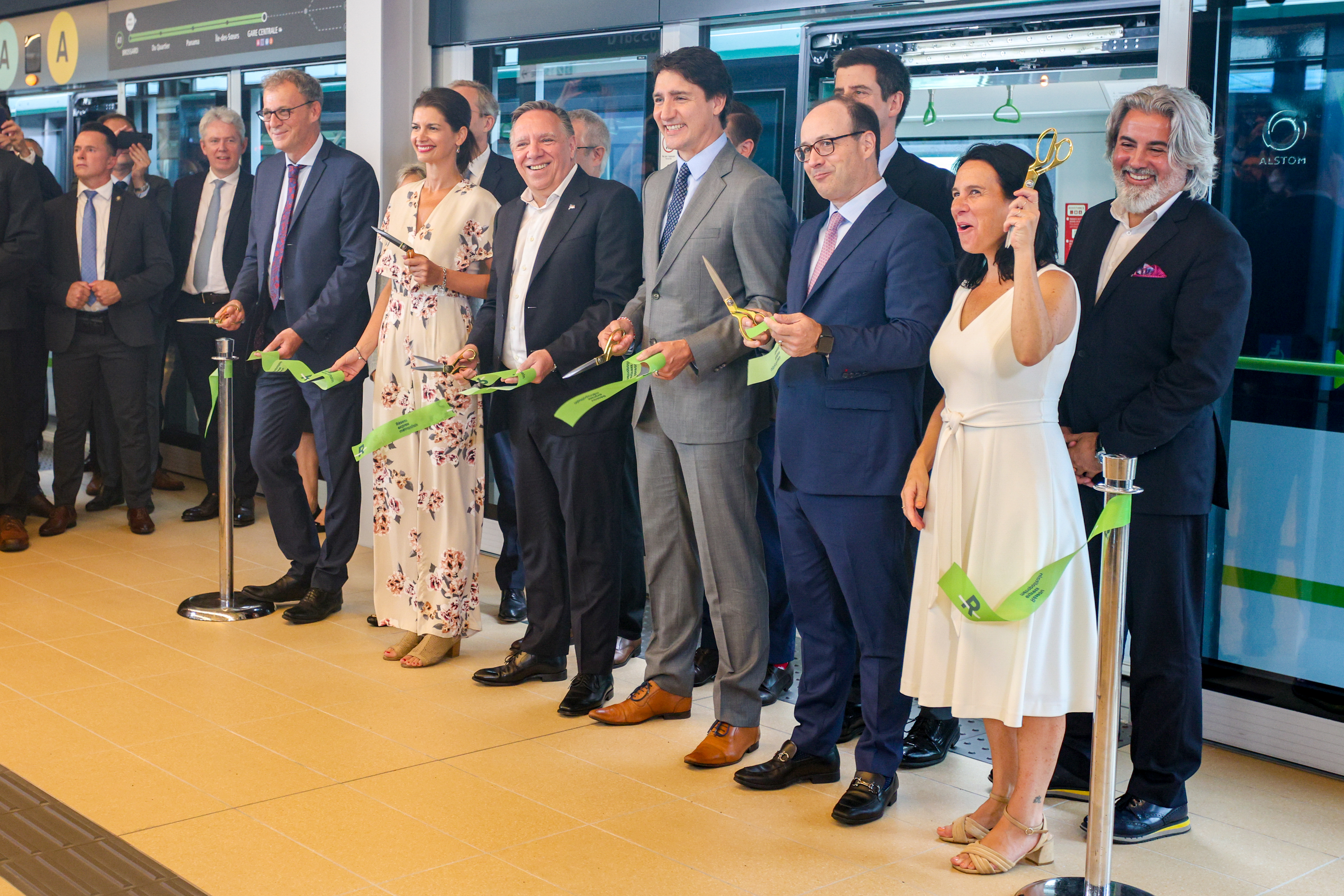
Coupe de ruban lors de l'inauguration.

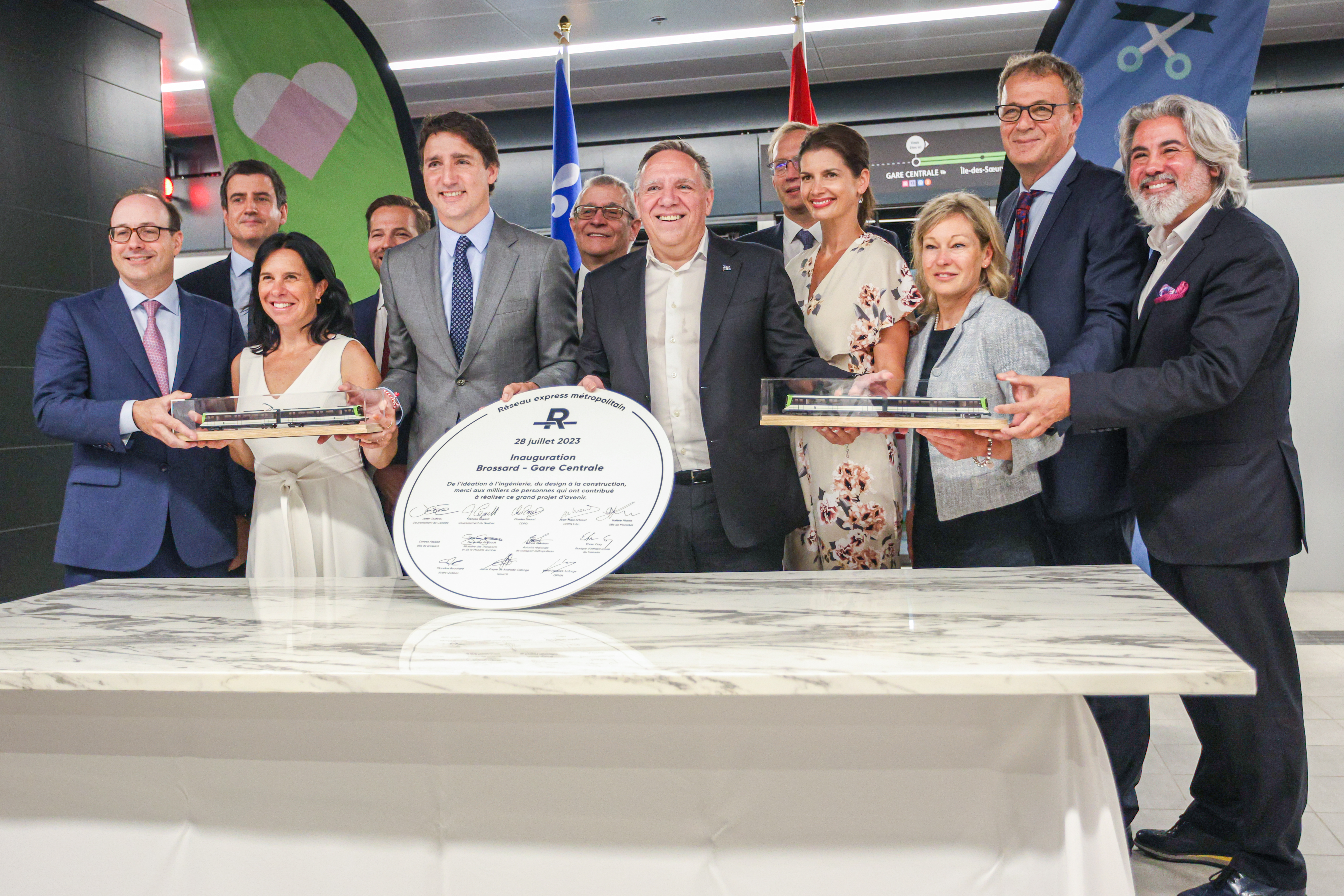
Dévoilement d'une plaque lors de la cérémonie d'inauguration.

Le Programme inaugural du REM a lieu du 28 au 31 juillet 2023. La cérémonie protocolaire a eu lieu le 28 juillet 2023, de 9 h à midi, en présence de plusieurs politiciens notamment Justin Trudeau, premier ministre du Canada, François Legault, premier ministre du Québec, Valérie Plante, mairesse de Montréal, Pablo Rodriguez, ministre des Transports du Canada, Geneviève Guilbault, vice-première ministre du Québec et ministre des Transports du Québec, Charles Emond, président et chef de la direction de la CDPQ et Philippe Couillard, qui avait confié le projet à la Caisse en 2015-2016 alors qu'il était premier ministre québécois.
Justin Trudeau, premier ministre du Canada, a fait valoir que le projet est à la fois « bon pour l'environnement, bon pour la croissance économique et bon pour le développement de nouveaux logements ». François Legault, premier ministre du Québec, a souligné que « les Québécois sont encore capables de faire de grands projets, et ça adonne bien, parce qu'on en a encore beaucoup qui s'en viennent ». Valérie Plante, mairesse de Montréal, a souligné que ce projet « va changer, vraiment, la vision de comment on se déplace dans la région métropolitaine ». Elle s'est dite convaincue que les usagers seront au rendez-vous dans les prochaines années
Vers 13 h le même jour, les premiers passagers du grand public, qui sont les gagnants d'un concours lancé plus tôt en juillet 2023 étaient invités à monter à bord des trains, le temps d'un aller-retour
Les 29 et 30 juillet 2023, la population est invitée à monter gratuitement à bord du REM, dont la mise en service officielle est prévue le 31 juillet. Le 29 juillet 2023, à l'occasion de la première journée de portes ouvertes, le fort achalandage a forcé l'organisation à ne plus accepter de nouveaux passagers pour le reste de la journée. Selon la porte-parole du REM, 20 000 personnes ont visité les cinq stations du REM en trois heures, pendant que la capacité de la ligne est normalement de 30 000 déplacements par jour.
Lors du premier jour de mise en service, le 31 juillet, le REM tombe en panne pendant l'heure de pointe du matin. Un problème de blocage du système des aiguillages est la cause de l'incident. Le service reprend après 1h15 d'attente.

### Depuis l'inauguration
En septembre 2023, le journal 24 heures révèle que sur une période de 880 heures de services, le REM n'est arrêté que durant 8 heures de temps, équivalent à un taux de fiabilité de 99 %. Le jour ayant été le plus achalandé depuis la mise en service est alors le 7 septembre 2023, avec 35 000 déplacements pour une moyenne quotidienne de 30 000 déplacements par jour, pour un total d'un million de déplacements depuis juillet. L'équipe du REM affirme que des améliorations étaient en cours en ce moment pour les escaliers roulants, les ascenseurs et la communication des pannes.

### Pannes multiples
En février 2025, plusieurs ralentissements, pannes de services et retards dans les bus de substitution ont affecté la confiance des usagers.[réf. nécessaire] Après deux tempêtes de neige majeures le 13 et 16 février ayant mené 72,4 cm de neige sur la métropole, l'opérateur du REM annonce avoir découvert des vices de conceptions sur les aiguillages. Or, plusieurs déneigements et activations du système de chauffage ne stabilisent pas le niveau de service. CDPQ Infra annonce que Alstom leur avait promis que tous les aiguillages fonctionneraient même avec 44 cm de neige, mais même avec quelques centimètres et un peu de glace, les aiguilles restent gelées.
Après les nombreux impacts au service la semaine du 17 au 23 février, l'opérateur annonce la gratuité du REM et des bus de substitution pour la semaine du 24 au 2 mars, avec possibilité de prolongation. Les trains circuleront seulement aux heures de pointe, avec les navettes pour combler le service hors-pointe. Le reste de la journée, des ouvriers vont s'affairer à changer ou à améliorer les systèmes de dégel. 
En fait, les pannes ou autres problèmes se comptent nombreux depuis son inauguration. Effectivement, le 18 mars 2025, un détour est effectué afin de modifier le service de ce réseau.

## Réseau du REM

### Carte et tracé
Le réseau prévu sera formé de voies existantes vers Deux-Montagnes et de nouvelles voies s'étendant depuis la gare centrale vers la Rive-Sud, via le pont Samuel-De Champlain et vers l'ouest, des environs de la gare Bois-Franc à Sainte-Anne-de-Bellevue et à l'aéroport Montréal-Trudeau à Dorval.
Ces lignes ajouteront 12 nouvelles stations et 37 kilomètres de voies ferrés dédiés à la métropole. Ces nouvelles voies, simples ou doubles, en tunnels (13 % du tracé), sur viaducs (42 % du tracé), ou au sol (45 % du tracé),, seront posées sur des traverses en béton, avec ou sans ballast.
Les stations offriront un accès universel au moyen d'ascenseurs, d'escaliers mécaniques et de supports à vélo. Treize d'entre elles seront munies d'un stationnement incitatif et neuf seront des terminaux d'autobus. Stations et trains seront tempérés et fourniront un accès à internet sans-fil.
Sur les 26 stations que comptera le réseau, la toponymie de 25 d’entre-elles est définie en février 2020. Les noms ont été choisis pour refléter la position géographique des stations, sauf pour celles qui remplacent ou connectent des gares et stations existantes et conservent le nom d'origine.

### Gare centrale

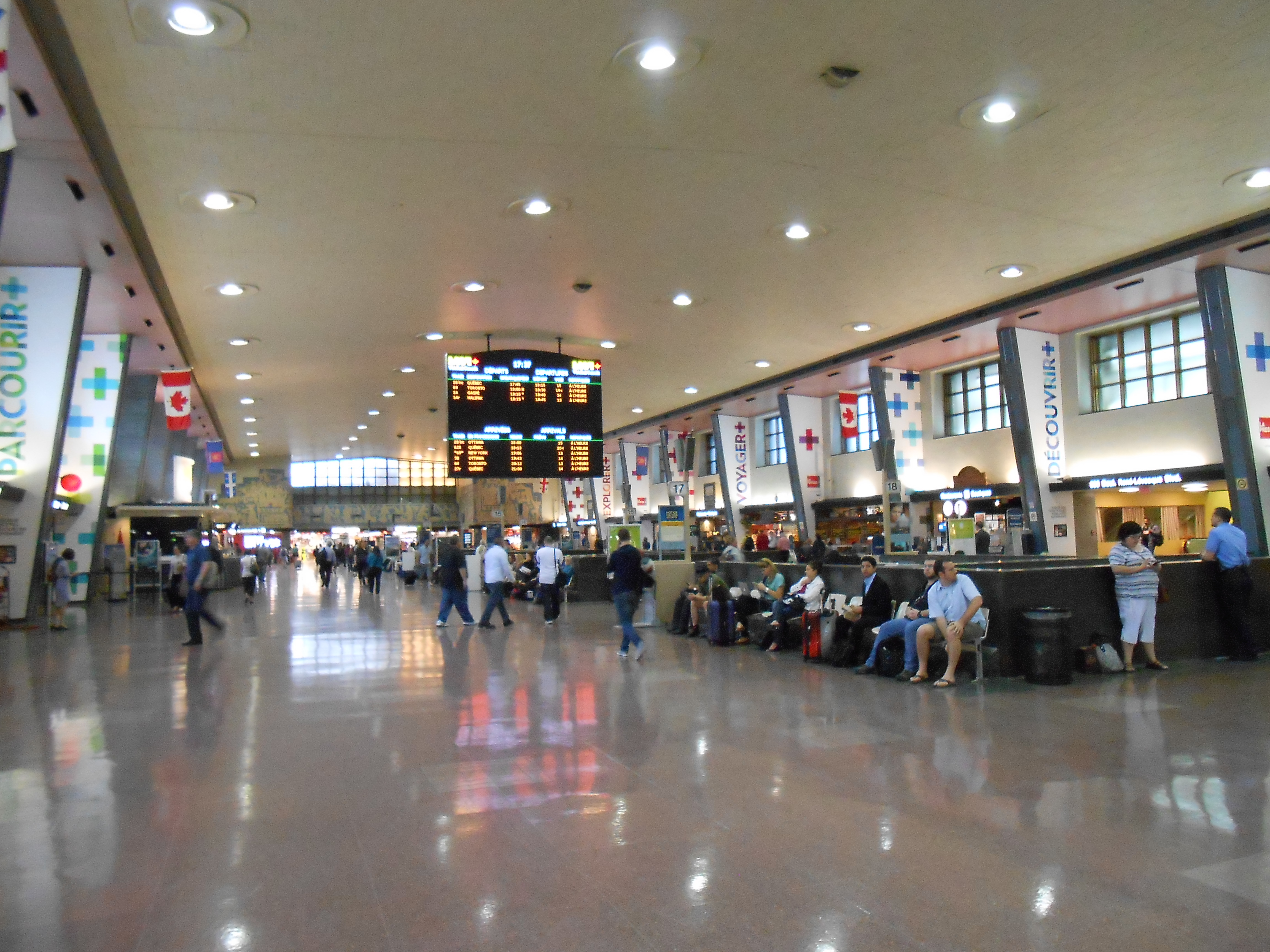
Salle des pas perdus de la gare centrale de Montréal.

Le point névralgique du réseau est la gare centrale, située au centre-ville de Montréal, car les quatre lignes du REM et tous les moyens de transports ferroviaires interurbains de la métropole sont accessibles à partir de ce point. Le projet prévoit d'occuper la moitié sud de la gare en aménageant, sur 9 des 23 voies existantes, des voies de garage pour les rames (voies 4 à 8) et un vaste quai central (entre les voies 9 à 12). En raison du caractère patrimonial de la salle des pas-perdus de la Gare Centrale, seules des modifications mineures aux accès actuels aux quais depuis celle-ci sont envisagées.
Depuis la gare centrale les connexions seront possibles avec les lignes de trains de voyageurs (Via Rail et Amtrak) et de trains de banlieue partant de la gare centrale (Saint-Hilaire), mais aussi de la Gare Lucien-L'Allier (Saint-Jérôme, Hudson, Candiac), accessible via le RÉSO. Les autobus seront accessibles via le terminus Centre-Ville, situé dans l'enceinte de la gare. La station Bonaventure, située aussi dans l'enceinte de la gare donnera accès à la ligne orange du métro de Montréal. Afin de faciliter le trajet entre la station de métro et les quais du REM, deux escaliers mécaniques et un ascenseur seront construits entre ces derniers et le niveau 89' (vestiaire) de la Place Bonaventure, à proximité immédiate des escaliers mécaniques la reliant à la station de métro,

### Antenne Sud (A1)

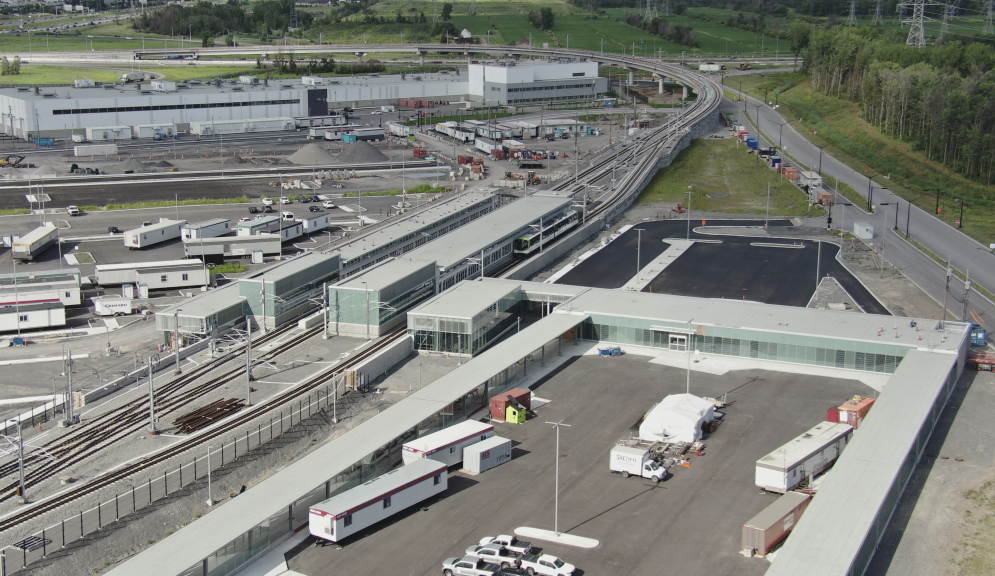
Station terminal Brossard du REM en construction ainsi que le centre d'exploitation en arrière-plan (Septembre 2021)

La première phase sur la Rive-Sud comprend environ 6 kilomètres de rails installés sur les voies auparavant réservées aux autobus du terre-plein central de l'autoroute 10, à travers la banlieue de Brossard depuis le centre commercial Quartier DIX30. La ville est desservie par les trois stations Brossard, Du Quartier et Panama. Les stations Brossard et Panama font office de terminus d'autobus et offrent des stationnements incitatifs.
Pour franchir le Saint-Laurent, le REM emprunte le tablier central du nouveau pont Samuel-De Champlain qui lui est exclusivement réservé. Immédiatement en aval du pont, sur l'île éponyme, se trouve la station Île des Sœurs.
Les voies empruntent ensuite un nouveau pont, longent la rue Marc-Cantin, puis traversent l'emprise du CN et le canal de Lachine pour s'intégrer au viaduc du Sud rejoignant la Gare centrale,,. Sur le viaduc, une station sera construite pour desservir le secteur de Griffintown,. Une autre, desservant le secteur de Pointe-Saint-Charles et un éventuel stade de baseball pourrait être ajoutée par la suite.
Ce tronçon est mis en service le 31 juillet 2023.

#### Liste des stations
| Station et prolongement                                                                  | Inauguration                  | Odonyme                   | Origine du nom | Ville desservie        |
| ---------------------------------------------------------------------------------------- | ----------------------------- | ------------------------- | --- | ---------------------- |
| Gare centrale ligne orange (par Bonaventure) trains de banlieue d'Exo Via Rail et Amtrak | 31 juillet 2023 (antenne sud) | Gare centrale de Montréal | Fait référence au nom de la Gare centrale.                                                                              | Montréal (Ville-Marie) |
| Griffintown-Bernard-Landry                                                               | Station projetée              | Rue Welligton et Ottawa   | Fait référence au nom du premier ministre du Québec Bernard-Landry de 2001 à 2003 et du quartier Griffintown à Montréal | Montréal (Griffintown) |
| Bridge Bonaventure                                                                       | Station projetée              | Pont Bonaventure          | Fait référence au nom du Pont Bonaventure qui relie le Pont Samuel de Champlain au centre-ville.                        | Montréal (Bonaventure) |
| Île-des-Sœurs                                                                            | 31 juillet 2023               | Île-des-Sœurs             | Fait référence à l'île sur laquelle se trouve la station, l'Île-des-Sœurs.                                              | Montréal (Verdun)      |
| Panama                                                                                   | 31 juillet 2023               | avenue Panama             | Fait référence à l'avenue Panama située à proximité.                                                                    | Brossard               |
| Du Quartier                                                                              | 31 juillet 2023               | Quartier Dix-30           | Fait référence au boulevard du Quartier situé à proximité                                                               | Brossard               |
| Brossard                                                                                 | 31 juillet 2023               | Ville de Brossard         | Fait référence à la ville dans laquelle se trouve la station, Brossard.                                                 | Brossard               |

### Nord du réseau

#### Ligne principale
Au nord de la gare centrale, le REM se base principalement sur un corridor ferroviaire déjà existant de 33 kilomètres de long sur 30 mètres de large, emprunté jusqu'en 2020 par la ligne Deux-Montagnes, la seule ligne de train de banlieue entièrement électrifiée de la métropole.
Trois antennes partageront cette section allant de la gare centrale à la gare Bois-Franc.

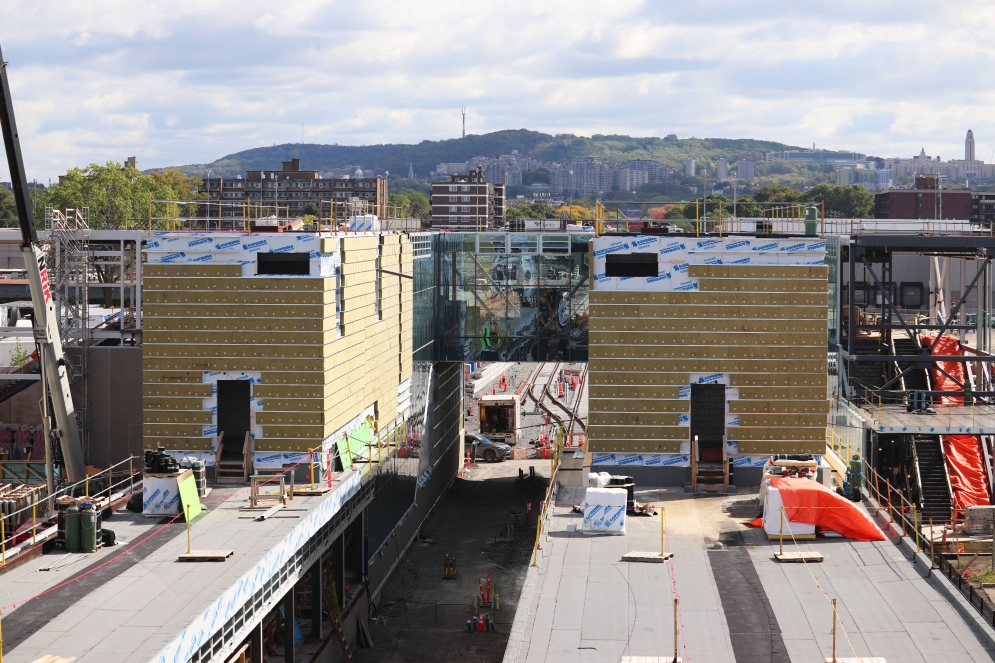
Station Côte-de-Liesse du REM en construction (Octobre 2021)

D'abord envisagé pour une phase ultérieure, le réaménagement des stations de métro McGill et Édouard-Montpetit, pour permettre des correspondances entre le tunnel sous le Mont-Royal et les lignes verte et bleue du métro de Montréal, a finalement été intégré à la proposition initiale. La station McGill du REM sera construite sous l'avenue McGill College, et l’accès à la station Édouard-Montpetit du REM, profonde de 70 mètres, se fera par des ascenseurs.
Une nouvelle station (Côte-de-Liesse), à quais partagés avec la ligne Mascouche, sera ajoutée entre les gares actuelles Montpelier et Mont-Royal, portant leur nombre à 15 sur cette ligne. Cette station aura, en outre, pour particularité de permettre le stationnement de voitures du REM vides sur une voie auxiliaire afin d'assurer un embarquement rapide facilitant le transfert des passagers depuis le train de banlieue.

##### Liste des stations
| Station et prolongement                                                                      | Inauguration                                            | Odonyme                     | Origine du nom                                                                                  | Arrondissement                      |
| -------------------------------------------------------------------------------------------- | ------------------------------------------------------- | --------------------------- | ----------------------------------------------------------------------------------------------- | ----------------------------------- |
| Gare Centrale ligne 2 - orange (par Bonaventure) trains de banlieue d'Exo Via Rail et Amtrak | 1943 (gare) 31 juillet 2023 (antenne sud)               | Gare centrale de Montréal   | Fait référence au nom de la Gare centrale.                                                      | Montréal (Ville-Marie)              |
| McGill ligne 1 - verte                                                                       | 14 octobre 1966 (ligne 1 - verte) En construction (REM) | Université McGill           | James McGill, homme d'affaires d'origine écossaise                                              | Ville-Marie                         |
| Édouard-Montpetit ligne 5 - bleue                                                            | 4 janvier 1988 (ligne bleue) En construction (REM)      | Boulevard Édouard-Montpetit | Édouard Montpetit, ancien professeur de l'Université de Montréal                                | Côte-des-Neiges–Notre-Dame-de-Grâce |
| Canora                                                                                       | En construction                                         | Chemin Canora               | Acronyme de la « Canadian Northern Railway »                                                    | Mont-Royal                          |
| Ville-de-Mont-Royal                                                                          | En construction                                         | Ville de Mont-Royal         | Mont Royal, colline montréalaise                                                                | Mont-Royal                          |
| Côte-de-Liesse trains de banlieue d'Exo                                                      | En construction                                         | Chemin de la Côte-de-Liesse | Notre-Dame-de-Liesse, lieu de pèlerinage en France remontant au XIIe siècle                     | Saint-Laurent                       |
| Montpellier                                                                                  | En construction                                         | Boulevard Montpellier       | Jean-Baptiste Beaulieu dit Montpellier, propriétaire des terres de Saint-Laurent au XIXe siècle | Saint-Laurent                       |
| Du Ruisseau                                                                                  | En construction                                         | Boulevard du Ruisseau       | Le ruisseau Notre-Dame-des-Neiges                                                               | Saint-Laurent                       |
| Bois-Franc                                                                                   | En construction                                         | Quartier Bois-Franc         | Le bois franc, type de bois venant des feuillus                                                 | Saint-Laurent                       |

#### Antenne Deux-Montagnes (A4)

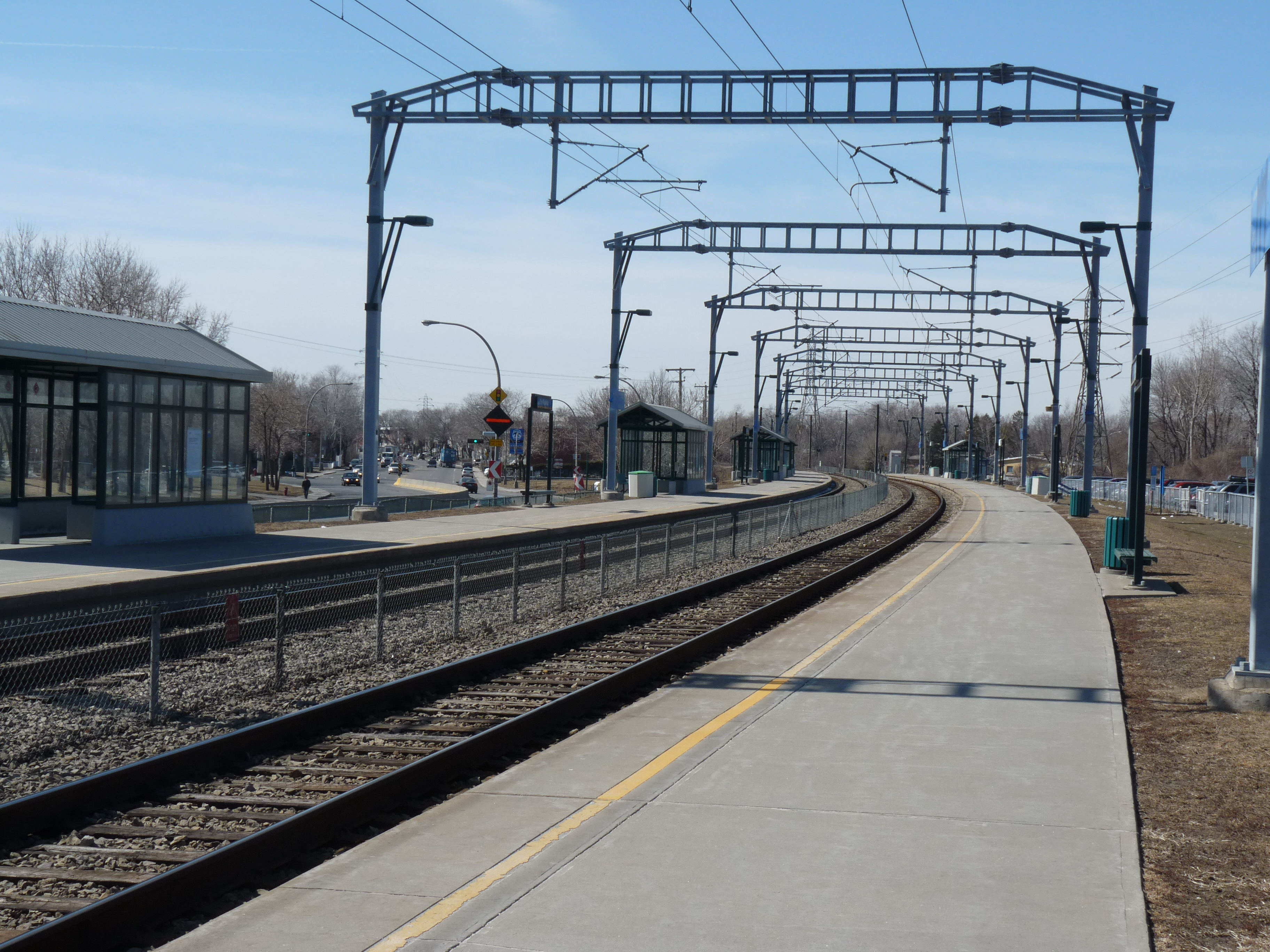
La gare Du Ruisseau, 2009.

La branche Deux-Montagnes, qui s'étend jusqu'à la station Deux-Montagnes, sera modifiée pour accommoder un matériel roulant totalement automatisé, ses voies seront doublés sur 18 kilomètres (de Bois-Franc à Deux-Montagnes) et ses 15 passages à niveau supprimés. Les emplacements des stations existantes seront conservés, mais de nouvelles stations devront être aménagées avec des portes palières et des quais hauts, d'environ 80 mètres de long contre 270 m aujourd'hui. Le support de voie restera du ballast par souci d'économies.

##### Liste des stations
| Station             | Inauguration    | Odonyme                              | Origine du nom                                                                              | Ville desservie                |
| ------------------- | --------------- | ------------------------------------ | ------------------------------------------------------------------------------------------- | ------------------------------ |
| Sunnybrooke         | En construction | Boulevard Sunnybrooke                | Désigne le quartier résidentiel Sunnybrooke                                                 | Dollard-des-Ormeaux            |
| Pierrefonds-Roxboro | En construction | L'arrondissement Pierrefonds-Roxboro | Château Pierrefonds; Combinaison de Rox (rock ou roche) et Boro (borough ou agglomération). | Montréal (Pierrefonds-Roxboro) |
| Île-Bigras          | En construction | Île Bigras (Îles-Laval)              | Émilien Bigras, acheteur de l'île en 1890                                                   | Laval                          |
| Sainte-Dorothée     | En construction | Quartier de Sainte-Dorothée à Laval  | Sainte Dorothée, martyre turque du IVe siècle                                               | Laval                          |
| Grand-Moulin        | En construction | Chemin du Grand-Moulin               | Grand Moulin, l'un des deux moulins de la région durant l'époque du seigneur Dumont         | Deux-Montagnes                 |
| Deux-Montagnes      | En construction | Ville de Deux-Montagnes              | Proximité des collines d'Oka et de Rigaud                                                   | Deux-Montagnes                 |

#### Antenne L'Anse-à-l'Orme (A3)
Cette branche du REM se séparera de la ligne Deux-Montagnes (A4) par un croisement étagé pour atteindre le parc-nature de l'Anse-à-l'Orme en passant par trois nouvelles stations dans l'Ouest de l'Île (Kirkland, Fairview-Pointe-Claire et Des Sources). Cet embranchement de 16 kilomètres sera construit sur viaduc et réutilisera, sur environ 6 kilomètres, jusqu'à Pointe-Claire, une emprise ferroviaire existante appelée l'éperon Doney (Doney Spur) aligné entre l'autoroute 40 et le boulevard Hymus. L'utilisation de cette ligne industrielle pour le transport collectif vers l'ouest avait été proposée depuis 1989 par la Coalition verte. Arrivé au boulevard Saint-Jean, le viaduc traversera l'autoroute 40 et longera cette dernière au nord jusqu'à l'est du boulevard Morgan.

##### Liste des stations
| Station                | Inauguration    | Odonyme                   | Origine du nom | Ville desservie         |
| ---------------------- | --------------- | ------------------------- | --- | ----------------------- |
| Des Sources            | En construction | Boulevard des Sources     | Fait référence à une voie de passage entre concessions de « langues de terres », ces bandes de terre étroites entre deux cours d'eau. | Pointe-Claire           |
| Fairview–Pointe-Claire | En construction | Avenue Fairview           | Centre commercial Fairview Pointe-Claire                                                                                              | Pointe-Claire           |
| Kirkland               | En construction | Ville de Kirkland         | Charles-Aimé Kirkland, député libéral de la circonscription électorale de Jacques-Cartier de 1939 à 1961                              | Kirkland                |
| Anse-à-l'Orme          | En construction | Chemin de l'Anse à l'Orme | Julien Hubert, dit de Lorme, à qui on accorda la terre à proximité de l'anse en 1698.                                                 | Sainte-Anne-de-Bellevue |

#### Antenne YUL-Aéroport-Montréal-Trudeau (A2)

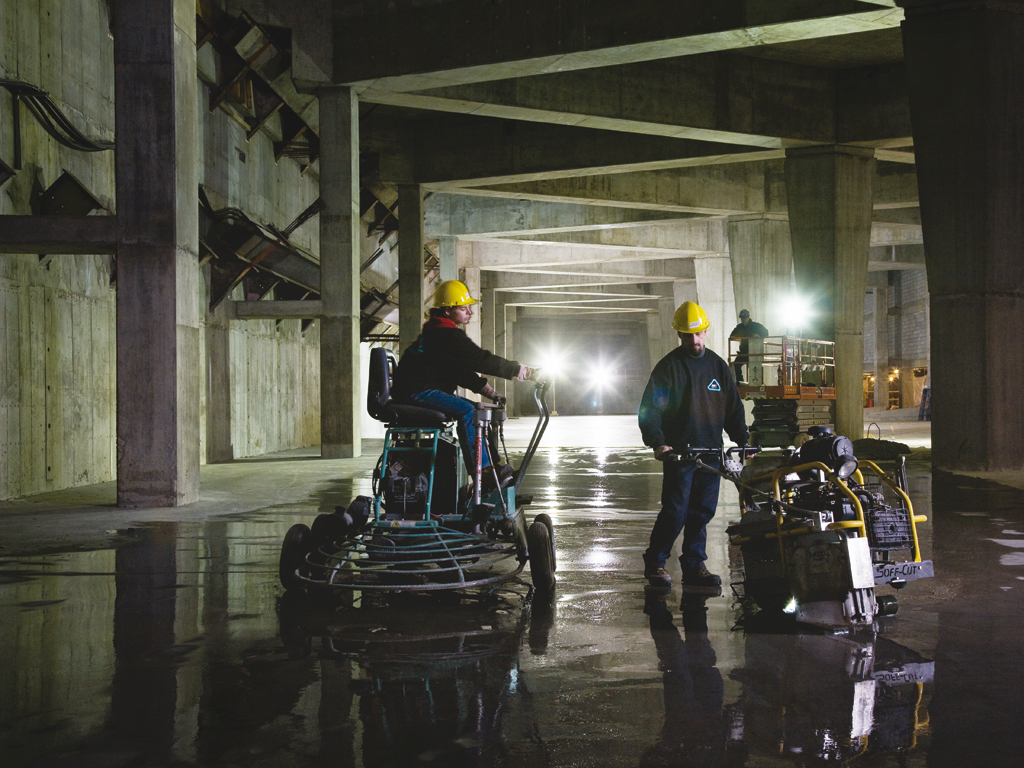
L'espace prévu depuis 2009 pour la future station de l'aéroport n'est pas retenu. Il est alors reconverti en parking.

Une autre branche de 4,6 kilomètres se séparera de l'antenne L'Anse-à-l'Orme (A3) pour relier l'aéroport international Pierre-Elliott-Trudeau en passant par une station (Marie-Curie) au Technoparc Montréal. Bien qu'une caisse de béton ait été construite sous l'hôtel Marriott pour accueillir une gare, lors de l'agrandissement en 2009 de la Jetée C de l'aéroport,, elle ne sera pas utilisée parce qu'y accéder par le nord nécessiterait un forage risqué sous les fondations de la tour de contrôle. La gare sera plutôt localisée à 35 mètres sous le stationnement étagé de l’aéroport. Pour rejoindre cet emplacement, le moins coûteux de trois tracés étudiés fut retenu. D'un viaduc en voie simple, longeant le boulevard Alfred Nobel, les rames passeront à un tunnel de 3,5 kilomètres sous la zone marécageuse de l'Éco-Campus Hubert Reeves et les pistes 06L-24R et 10-28,.

##### Liste des stations
| Station                       | Inauguration    | Odonyme                                                                      | Origine du nom                                           | Ville desservie |
| ----------------------------- | --------------- | ---------------------------------------------------------------------------- | -------------------------------------------------------- | --------------- |
| Marie-Curie                   | En construction | Avenue Marie-Curie                                                           | Marie Curie, physicienne et chimiste polonaise           | Dorval          |
| YUL-Aéroport-Montréal-Trudeau | En construction | L'aéroport international Pierre-Elliott-Trudeau de Montréal et son code IATA | Pierre Elliott Trudeau, ancien premier ministre canadien | Dorval          |

## Opérations
Le REM est en opération tous les jours de la semaine, 20 heures sur 24. La fréquence de passage des rames serait de 2 minutes 30 secondes à 10 minutes en heures de pointe et de 5 à 15 minutes en période hors-pointe selon les antennes et pourrait atteindre, selon l'achalandage, 90 secondes. Sur la ligne Deux-Montagnes le métro léger aurait environ 150 départs par jour ouvrable, contre les 49 actuels.
Tous les trains en provenance des trois antennes ouest seraient à destination du terminus Brossard. Réciproquement, tous les trains en partance du terminus Brossard seraient alternativement destinés à l'un des trois terminus des antennes ouest. Aux heures de pointe du matin et du soir, les stations Côte-de-Liesse et Roxboro-Pierrefonds deviendraient respectivement des terminus supplémentaires. La destination des rames serait indiquée sur les quais avant chaque départ.
| Réseau | Tracé                         | Terminus      | Terminus | Terminus                      | Longueur (km) | Nombre de stations | Temps de parcours | Intervalle entre trains | Intervalle entre trains |
| Réseau | Tracé                         | Terminus      | Terminus | Terminus                      | Longueur (km) | Nombre de stations | Temps de parcours | Heures de pointe        | Hors pointe             |
| ------ | ----------------------------- | ------------- | -------- | ----------------------------- | ------------- | ------------------ | ----------------- | ----------------------- | ----------------------- |
| Ouest  | (annoncé pour l'automne 2025) | Gare Centrale | ↔        | L'Anse-à-l'Orme               | 312           | 142                | 34 minutes        | 10 minutes              | 15 minutes4             |
| Ouest  | (annoncé pour l'automne 2025) | Gare Centrale | ↔        | Deux-Montagnes                | 302           | 152                | 34 minutes        | 5 minutes               | 15 minutes              |
| Ouest  | (annoncé pour 2027)           | Gare Centrale | ↔        | YUL-Aéroport-Montréal-Trudeau | 222           | 122                | 26 minutes3       | 10 minutes              | 15 minutes              |
| Sud    |                               | Brossard      | ↔        | Gare Centrale                 | 16,6          | 5                  | 18 minutes        | 2 minutes 30 secondes   | 5 minutes               |

### Signalisation
Le système de signalisation sera fondé sur la technologie CBTC (Communication Based Train Control) Urbalis 400 d'Alstom, qui permet la localisation et la conduite automatique des trains par radio depuis un ordinateur central. Les informations sur le réseau seront concentrées et gérées à un poste de commande centralisé Iconis d'Alstom, du même type que celui utilisé pour le métro de Montréal depuis 2012.

### Achalandage prévu
CDPQ Infra prévoit 141 000 passages quotidiens dès l'ouverture, pour 37 millions par année, soit une augmentation de 72 % sur la seule ligne Deux-Montagnes par rapport à 2015. 45 millions de passages par années sont envisagés pour 2031.
| Réseau | 2022      | 2022              | 2031      | 2031              | 2041      | 2041              |
| Réseau | Quotidien | Annuel (millions) | Quotidien | Annuel (millions) | Quotidien | Annuel (millions) |
| ------ | --------- | ----------------- | --------- | ----------------- | --------- | ----------------- |
| Sud    | 74 300    | 18,57             | 84 400    | 21,1              | 93 300    | 23,3              |
| Ouest  | 66 700    | 18,22             | 87 300    | 23,85             | 93 300    | 25,5              |
| Total  | 141 000   | 36,79             | 171 700   | 44,95             | 186 600   | 48,83             |

## Matériel roulant
Le REM utilisera des rames automotrices électriques sans conducteur (niveau d'automatisation 4) de type Metropolis d'Alstom. Le courant de traction sera de 1 500 volts continus et capté par des pantographes. Cette tension électrique élevée est nécessaire pour franchir les 3 km du pont Samuel-De Champlain sans avoir recours à des sous-stations d'alimentation intermédiaires sur sa voie réservée. Les conditions climatiques montréalaises expliquent le choix de distribution du courant par des caténaires, plutôt que par un troisième rail, comme à Vancouver. Les rames seront formées de trois voitures jumelées de type Boa, permettant ainsi une circulation entre elles. Tandis qu'en périodes hors pointe les trains n'auront que deux voitures, ils seront composés de 2 rames, donc de six voitures, en périodes de pointe. La capacité de chaque voiture est de 195 personnes, dont 32 places assises, soit une capacité de 780 personnes par rame de 4 voitures en périodes de pointe.
Le Groupe des Partenaires pour la mobilité des Montréalais (PMM), qui associe Alstom et AtkinsRéalis, ayant été désigné vainqueur de l'appel d'offres pour le contrat MRSEM mené par CDPQ Infra, les futures rames du REM seront construites par Alstom. La société livrera 212 voitures du type Metropolis, déjà utilisé à Barcelone, Lima, Amsterdam ou Varsovie, par exemple. En avril 2018, elles sont en cours de construction à Sricity, en Inde.
Les deux premières rames ont été livrées par Alstom à Montréal en novembre 2020.
Les rames du REM sont entretenues à un centre d'entretien construit au dépôt existant à Saint-Eustache, au bout de la branche A4. Un centre d’entretien secondaire, le centre de petite maintenance, sera construit près de la station Brossard.

## Projets de développement

### REM de l'Est
Le 15 décembre 2020, CDPQ Infra, le Gouvernement du Québec et la ville de Montréal annoncent la deuxième phase du développement du Réseau Express Métropolitain, surnommée le « REM de l'Est ». D'un coût de 10 milliards de dollars, la construction de cette extension devait débuter en 2023 pour se terminer vers 2029.
Le REM de l'Est serait composé de 23 nouvelles stations répartis sur 32 km de voies débutant sur le boulevard René-Lévesque au niveau de la Gare centrale de Montréal puis se dirigeant vers l'Est de Montréal en longeant la rue Notre-Dame jusqu'au secteur de la rue Dickson et de l'avenue Souligny. Ce segment serait majoritairement aérien, tel le SkyTrain de Vancouver, afin de minimiser l'emprise au sol.
Du segment commun bifurqueraient deux antennes. L'antenne Est longerait l'avenue Souligny jusqu'à l'autoroute 25 puis la rue Sherbrooke Est jusqu'au terminus de la gare Pointe-aux-Trembles de la ligne de train de banlieue Mascouche. L'antenne nord, majoritairement souterraine, suivrait le boulevard de l'Assomption puis le boulevard Lacordaire jusqu'au Cégep Marie-Victorin.
Le REM de l'Est serait un métro léger automatisé fonctionnant selon les heures d'ouverture du métro de Montréal avec des fréquences aux heures de pointes aux 2 à 4 minutes. Les rames, composées de deux voitures, seraient sans conducteur et électriques, l'électricité étant délivré par caténaire. Les 23 nouvelles stations réparties tout au long du réseau auraient des quais de 40 mètres de long et seraient accessibles universellement.
Le 2 mai 2022, le gouvernement du Québec annonce que CDPQ Infra se retire du projet du REM de l'Est à la suite de l'élimination du tronçon vers le centre-ville. Une nouvelle équipe de travail, comprenant la STM, l'ARTM, le Ministère des Transports et de la Mobilité durable ainsi la ville de Montréal est mise en place afin de proposer une nouvelle mouture du projet.

### «REM 2.0» Rive-Sud sur l'axe du Boulevard Taschereau
En partenariat avec la Ville de Longueuil et la municipalité de Brossard, le gouvernement du Québec a annoncé un projet de prolongement du REM sur la Rive-Sud de Montréal. Cette branche était à l'origine appelée «REM 2.0», mais est aussi communément appelée REM Taschereau, et devrait relier la ligne REM existante à la station Panama au métro de Montréal et au terminus Longueuil. Le REM 2.0 suivrait l'axe du boulevard Taschereau sur une grande partie de sa longueur, remplaçant les propositions antérieures de tramway électrique, la « Ligne électrique est-ouest » (LÉEO), pour relier ces pôles de transport en commun. Le gouvernement du Québec a suggéré que cette ligne du REM pourrait éventuellement se poursuivre dans les deux sens jusqu'aux municipalités de Châteauguay et Boucherville respectivement.

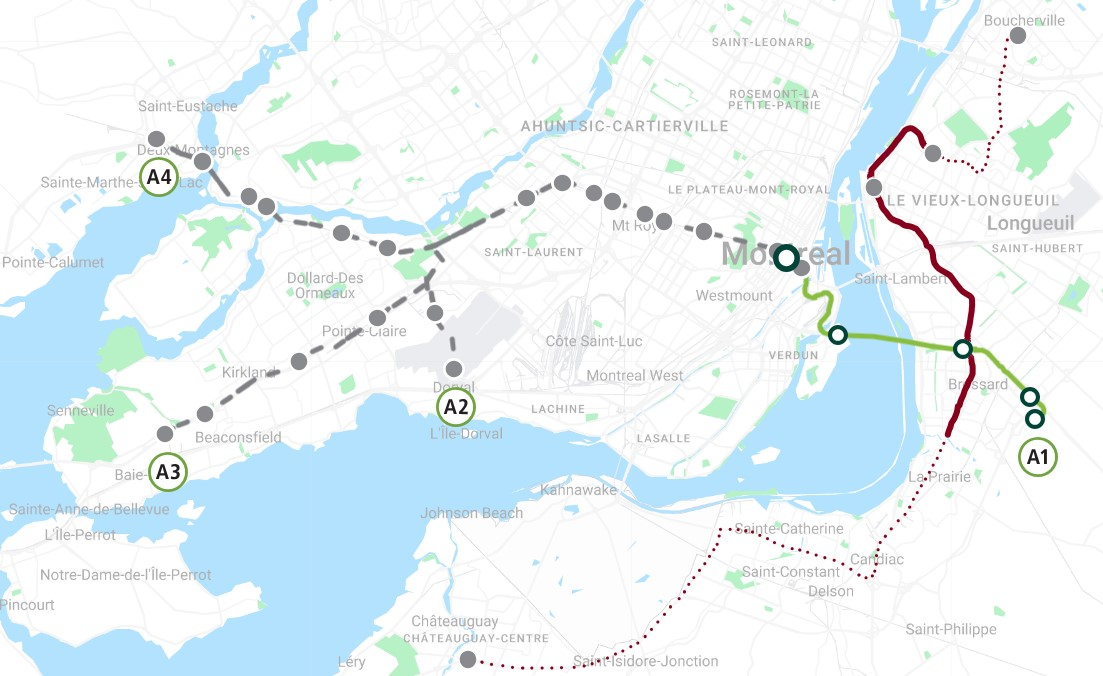
Le tracé prévu du Réseau Express Métropolitain, avec l'ajout du REM Taschereau. Les destinations fermement annoncées (Terminus Longueuil, Station Panama, CÉGEP Édouard-Montpetit) sont indiquées par la ligne continue et les destinations potentielles sont indiquées par la ligne pointillée (Châteauguay, Boucherville).

La mairesse de Longueuil Catherine Fournier était présente lors de l'inauguration et des premiers manèges du REM. Durant le trajet, Fournier a tenu des propos éclaircissants sur le REM 2.0, confirmant l'avenir du projet. Fournier a ajouté que les segments du REM 2.0 le long du boulevard Taschereau seront des supports aériens, tandis que les portions le long de la route 132 de Québec seront au niveau du sol pour desservir le Vieux-Longueuil et au-delà,.
À la suite de l'inauguration du REM, Fournier a tenu une entrevue avec La Presse où elle a indiqué avoir eu une conversation continue avec la ministre des Transports du Québec, Geneviève Guilbault, qui a réitéré l'intérêt de la province pour le projet et a déclaré que le prolongement était à l'étude. CDPQ Infra a répondu à l'entrevue en confirmant que le projet est toujours en planification, avec des discussions en cours impliquant les autorités provinciales.
À la suite de cette entrevue, fin 2023, la mairesse de Brossard, Doreen Assaad, a annoncé un plan de construction d'un nouveau centre-ville piétonnier pour Brossard, centré autour de la station Panama, qui devrait être achevé d'ici 2040,. L'annonce indiquait que Brossard viserait à implanter un tramway électrique à double voie au niveau de la rue le long du boulevard Taschereau, et lors d'entrevues de suivi, l'administration de Brossard s'est opposée à la construction d'un prolongement surélevé du REM le long de l'axe Taschereau, indiquant qu'il n'était pas compatible avec leur vision du nouveau centre-ville de Brossard.
La mairesse Assaad a ensuite développé cette déclaration dans un communiqué concernant la sécurité routière sur le boulevard Taschereau, affirmant que les citoyens et le bureau du maire ne voient pas de retour sur investissement pour un REM aérien sur Taschereau, mais s'en remettent au gouvernement du Québec puisque le boulevard Taschereau est une route du Québec et sous leur juridiction. La mairesse a indiqué que la Ville conçoit son futur centre-ville avec un mode de transport en commun plus léger pour tester la faisabilité du modèle REM, et cherche à garder la voix de la municipalité dans la conversation.
Dans un communiqué de presse du début 2024, CDPQ Infra a indiqué qu'elle publierait les résultats de son analyse de la succursale du REM Taschereau et qu'elle effectuerait une tournée de rencontres avec les élus municipaux et autres parties concernées pour éclairer l'orientation de leur prochain transport en commun. projets. À cette annonce, la mairesse Fournier a commenté qu'elle était favorable au projet du REM Taschereau, mais que Longueuil n'avait pas reçu de mise à jour de CDPQ Infra depuis plus d'un an et demi.